# Lavzhargalyn Anjzayaa
Lavzhargalyn Anjzayaa (30 de enero de 2000) es un deportista mongol que compite en judo. Ganó una medalla de bronce en el Campeonato Mundial de Judo de 2024, en la categoría de –73 kg.

## Palmarés internacional
| Campeonato Mundial | Campeonato Mundial | Campeonato Mundial | Campeonato Mundial |
| Año                | Lugar              | Medalla            | Categoría          |
| ------------------ | ------------------ | ------------------ | ------------------ |
| 2024               | Abu Dabi (EAU)     | Medalla de bronce  | –73 kg             |